# Bronzite
La bronzite est un minéral qui fait partie du groupe des pyroxènes. Il s'agit d'une variété ferrifère qui se situe entre l'enstatite et l'hypersthène, de couleur bronze et de formule (MgFe2+)2Si2O6.

## Synonymie
- orthobronzite

## Utilité
- Utilisé comme pierre ornementale.